# Haskell (Texas)
Haskell is een plaats (city) in de Amerikaanse staat Texas, en valt bestuurlijk gezien onder Haskell County.

## Demografie
Bij de volkstelling in 2000 werd het aantal inwoners vastgesteld op 3106.
In 2006 is het aantal inwoners door het United States Census Bureau geschat op 2729, een daling van 377 (-12,1%).

## Geografie
Volgens het United States Census Bureau beslaat de plaats een oppervlakte van
8,8 km², geheel bestaande uit land. Haskell ligt op ongeveer 482 m boven zeeniveau.

## Plaatsen in de nabije omgeving
De onderstaande figuur toont nabijgelegen plaatsen in een straal van 28 km rond Haskell.

## Geboren
- Rick Perry (1950), gouverneur van Texas (2000-2015)